# فرانکرادیل
فرانکرادیل (به هلندی: Franekeradeel) یک شهرستان در هلند است که در فریسلاند واقع شده‌است. فرانکرادیل ۱ متر بالاتر از سطح دریا واقع شده‌است.

## خواهرخوانده
شهر شاتورایائویهی خواهرخواندهٔ فرانکرادیل هست.